# Ryan Meikle
Ryan Meikle (* 13. August 1996 in Ipswich) ist ein englischer Dartspieler. Er erhielt seinen Spitznamen The Barber, da er hauptberuflich Friseur ist.

## Karriere
Ryan Meikle begann seine Karriere bei der Professional Darts Corporation auf der Development Tour, wo er 2015 einmal das Halbfinale erreichte und sich somit für die PDC World Youth Championship 2015 qualifizierte. Dort schied er jedoch bereits in Runde 1 gegen den Waliser Jamie Lewis aus. Zu Beginn des Jahres 2016 nahm er an der PDC Qualifying School teil und konnte am zweiten Turniertag eine Tourkarte gewinnen. Bei den International Darts Open 2016 konnte er dann erstmals ein Achtelfinale auf der European Darts Tour erreichen. Bei seiner zweiten PDC Junioren-Weltmeisterschaft, schied er erneut in der ersten Runde aus. Zu Beginn des Jahres 2017 konnte er ein Turnier auf der Development Tour zeigte bei den UK Open Qualifiers gute Leistungen und qualifizierte sich dadurch für die UK Open 2017. Trotz seiner Leistungen konnte er seine Tourkarte nicht verteidigen und musste sich diese Anfang 2018 erneut über die Qualifying School erspielen. Bei seiner zweiten Teilnahme an den UK Open 2018 konnte der Engländer nach Siegen über Michael Mansell und Mark Craddock auch Dave Chisnall aus dem Turnier werfen, ehe er in der 4. Runde gegen Michael Smith aus dem Turnier ausschied. Im Laufe des Jahres sowie im März 2019 gewann Meikle erneut jeweils ein Turnier auf der Development Tour. Einen Monat später folgte der vierte Turniersieg. Bei der PDC World Youth Championship 2019 spielte sich Meikle bis ins Halbfinale, wo er knapp gegen den Tschechen Adam Gawlas unterlag. Es folgte ein Achtelfinaleinzug bei den Players Championship Finals sowie sein Debüt bei den PDC World Darts Championship 2020, wo er in der ersten Runde jedoch gegen den Japaner Yuki Yamada mit 1:3 verlor. 2020 konnte er zwei weitere Turniersiege auf der Development Tour in Hildesheim verzeichnen und sich als Zweiter der Development Tour Order of Merit für die PDC-Weltmeisterschaft 2021 erneut qualifizieren. Sein Erstrundenspiel verlor er gegen den Engländer Keegan Brown.

## Weltmeisterschaftsresultate

### PDC
- 2020: 1. Runde (1:3-Niederlage gegen  Yuki Yamada)
- 2021: 1. Runde (0:3-Niederlage gegen  Keegan Brown)
- 2022: 2. Runde (0:3-Niederlage gegen  Peter Wright)
- 2023: 2. Runde (1:3-Niederlage gegen  Raymond van Barneveld)
- 2025: 2. Runde (1:3-Niederlage gegen  Luke Littler)

### PDC-Jugend
- 2015: 1. Runde (5:6-Niederlage gegen  Jamie Lewis)
- 2016: 1. Runde (5:6-Niederlage gegen  Bradley Kirk)
- 2017: 1. Runde (2:6-Niederlage gegen  Rhys Griffin)
- 2018: Achtelfinale (3:6-Niederlage gegen  Harry Ward)
- 2019: Halbfinale (3:6-Niederlage gegen  Adam Gawlas)
- 2020: Viertelfinale (5:6-Niederlage gegen  Jeffrey de Zwaan)

## Turnierergebnisse
| Turnier                     | 2017               | 2018               | 2019               | 2020               | 2021               | 2022              | 2023              | 2024              | 2025 |
| --------------------------- | ------------------ | ------------------ | ------------------ | ------------------ | ------------------ | ----------------- | ----------------- | ----------------- | ---- |
| PDC-Ranking-Turniere        |                    |                    |                    |                    |                    |                   |                   |                   |      |
| Weltmeisterschaft           | nicht qualifiziert | nicht qualifiziert | nicht qualifiziert | 1R                 | 1R                 | 2R                | 2R                | n/q               | 2R   |
| World Masters               | nicht ausgetragen  | nicht ausgetragen  | nicht ausgetragen  | nicht ausgetragen  | nicht ausgetragen  | nicht ausgetragen | nicht ausgetragen | nicht ausgetragen | VR   |
| UK Open                     | 2R                 | 4R                 | 2R                 | 1R                 | 2R                 | 4R                | 3R                | 5R                | 3R   |
| European Championship       | nicht qualifiziert | nicht qualifiziert | nicht qualifiziert | nicht qualifiziert | nicht qualifiziert | 1R                | n/q               | n/q               |      |
| Players Championship Finals | n/q                | n/q                | AF                 | 1R                 | 2R                 | 1R                | n/q               | 2R                |      |
| Karrierestatistiken         |                    |                    |                    |                    |                    |                   |                   |                   |      |
| Jahresendplatzierung        | 88                 | 102                | 69                 | 94                 | 71                 | 48                | 54                | 62                |      |

| Legende zu den Turnierergebnissen | Legende zu den Turnierergebnissen | Legende zu den Turnierergebnissen | Legende zu den Turnierergebnissen | Legende zu den Turnierergebnissen | Legende zu den Turnierergebnissen | Legende zu den Turnierergebnissen | Legende zu den Turnierergebnissen | Legende zu den Turnierergebnissen | Legende zu den Turnierergebnissen |
| --------------------------------- | --------------------------------- | --------------------------------- | --------------------------------- | --------------------------------- | --------------------------------- | --------------------------------- | --------------------------------- | --------------------------------- | --------------------------------- |
| n/t                               | nicht teilgenommen                | n/q                               | nicht qualifiziert                | n/a                               | nicht ausgetragen                 | #R                                | Aus in jeweiliger Runde           | GP                                | Aus in der Gruppenphase           |
| AF                                | Achtelfinalist                    | VF                                | Viertelfinalist                   | HF                                | Halbfinalist                      | F                                 | Turnierfinalist                   | S                                 | Turniersieger                     |

## Titel

### PDC
- Secondary Tour Events
  - PDC Development Tour
    - PDC Development Tour 2017: 3
    - PDC Development Tour 2018: 11
    - PDC Development Tour 2019: 3, 7
    - PDC Development Tour 2020: 2, 3